# Рокіткі (Нижньосілезьке воєводство)
Рокіткі (пол. Rokitki, нім. Reisicht) — село в Польщі, у гміні Хойнув Легницького повіту Нижньосілезького воєводства.
Населення — 987 осіб (2011).
У 1975—1998 роках село належало до Легницького воєводства.

## Демографія
Демографічна структура станом на 31 березня 2011 року:
|          | Загалом | Допрацездатний вік | Працездатний вік | Постпрацездатний вік |
| -------- | ------- | ------------------ | ---------------- | -------------------- |
| Чоловіки | 527     | 120                | 353              | 54                   |
| Жінки    | 460     | 81                 | 279              | 100                  |
| Разом    | 987     | 201                | 632              | 154                  |